# Eugène Bozza
Eugène Joseph Bozza (Niza, 4 de abril de 1905 - Valenciennes, 28 de septiembre de 1991). Fue un compositor francés hijo del violinista Umberto Bozza y de Honorine Molino. En sus inicios de formación musical, Bozza estudió violín con su padre. Emigró con su familia en 1915 a Italia y a la edad de 11 años ingresó al Real Conservatorio de Santa Cecilia (RCSC) en Roma.
De regreso en Francia (1922), ingresó al Conservatorio de París para estudiar violín, dirección de orquesta (1930) y composición (1932). Es conocido principalmente por su música de cámara. 

## Carrera
Fue director de la Ópera Cómica (1939 - 1951) y de la Ècole Nationale de Musique, en Valenciennes, desde 1951 hasta su jubilación en 1975 que pasó a dedicarse por entero a la composición.

## Obras
En el catálogo de las obras de Bozza figuran óperas, ballets, obras sinfónicas y corales pero su fama se basó sobre todo en sus numerosas composiciones de música de cámara para formaciones e instrumentos solistas diversos al haber compuesto obras para casi todos los instrumentos de viento y cuerdas, con cierta predilección por los instrumentos de viento.
Durante su vida académica compuso varias obras, incluyendo una obra para saxofón, "Aria" en 1936, una de sus primeras composiciones más importantes. Su música de cámara para vientos muestra gran conocimiento de las posibilidades de cada instrumento, exigiendo a menudo grandes habilidades técnicas, pero sin perder el estilo expresivo y melódico típico de la música de cámara francesa del siglo XX. Su música forma parte del repertorio habitual de varios instrumentos. La correcta ejecución de estas obras requieren una compresión de las muchas influencias del jazz que las inspiran. Sus obras de mayor envergadura apenas se interpretan fuera de Francia.
La légende de Roukmāni, una cantata basada en una leyenda india, ganó el Prix de Rome en 1934, que más tarde sería famosa por su gran éxito

## Premios
- Premier Prix pour Violin (1929)
- Premier Prix pour Conducting (1930)
- Premier Prix pour Composition (1934)